# 阿戈什蒂纽·内图

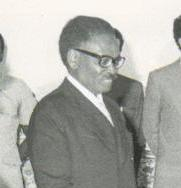
阿戈什蒂纽·内图

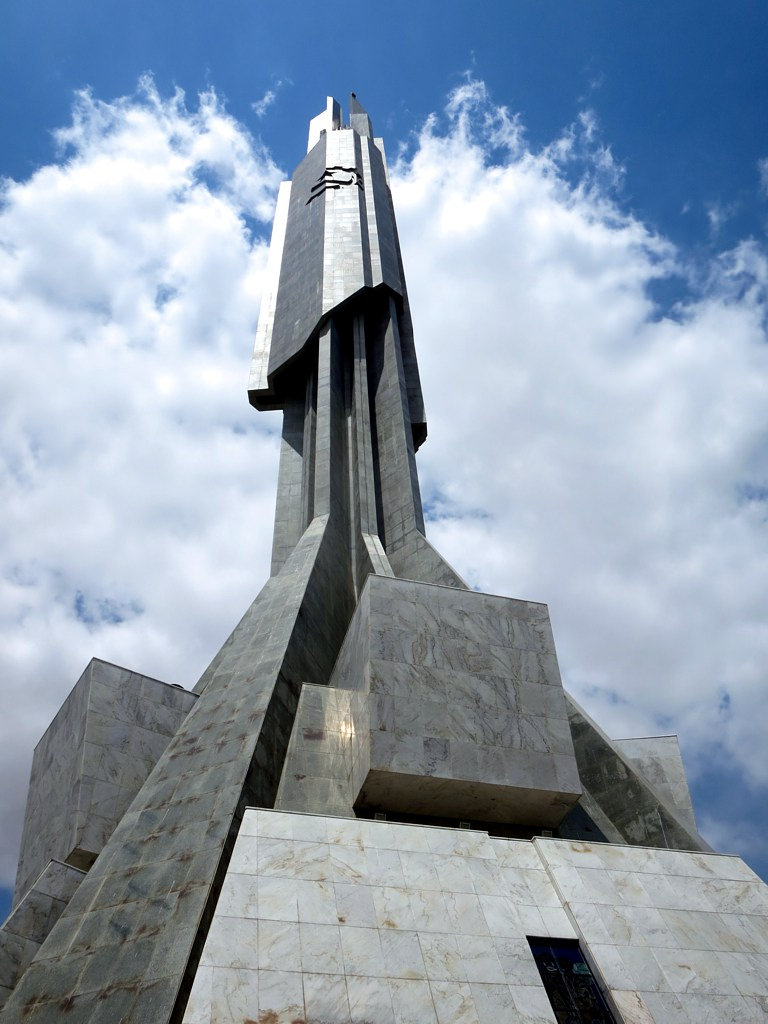
位於羅安達的阿戈什蒂紐·內圖紀念館

安东尼奥·阿戈什蒂纽·内图（葡萄牙語：António Agostinho Neto；1922年9月17日—1979年9月10日），安哥拉政治家和诗人。1975年安哥拉独立后，担任安哥拉首任总统，任期为1975年11月11日至1979年9月10日。在安哥拉独立战争中，为安哥拉人民解放运动主要领导人之一。他的生日被设为安哥拉国家英雄日。

## 生平
1922年，内图生于安哥拉本戈省。早年曾到葡萄牙学习医学。內圖以醫師及詩人為職，乃安哥拉反殖民主義運動的創始人之一，兩度被捕入獄、流放、越獄和逃亡。曾先後旅居蘇聯、東歐和其他非洲國家。
1962年內圖當選安哥拉人民解放運動主席，領導反葡萄牙的武裝鬥爭。1975年11月1日，安哥拉人民解放運動宣布成立安哥拉人民共和國，內圖出任首任總統，宣布國家為奉行一黨制的社會主義國家。1976年內圖領導的安哥拉人民解放運動在蘇聯價值兩億美元武器的援助和萬餘名古巴軍隊的援助下擊潰安哥拉民族解放陣線的部隊，並將爭取安哥拉徹底獨立全國聯盟的部隊逐出城市。內圖治下的安哥拉是非洲蘇聯模式的橋頭堡。1977年，內圖粉碎一次「政變」圖謀，國際特赦組織宣稱在清洗中有3萬人喪生。但1978年以後，內圖也表示要減少國家對蘇聯的依賴程度，恢復和葡萄牙的正常關係並進行各項合作。1979年，因患癌症逝世于苏联莫斯科的一家医院。